# Optyczny enkoder obrotowy

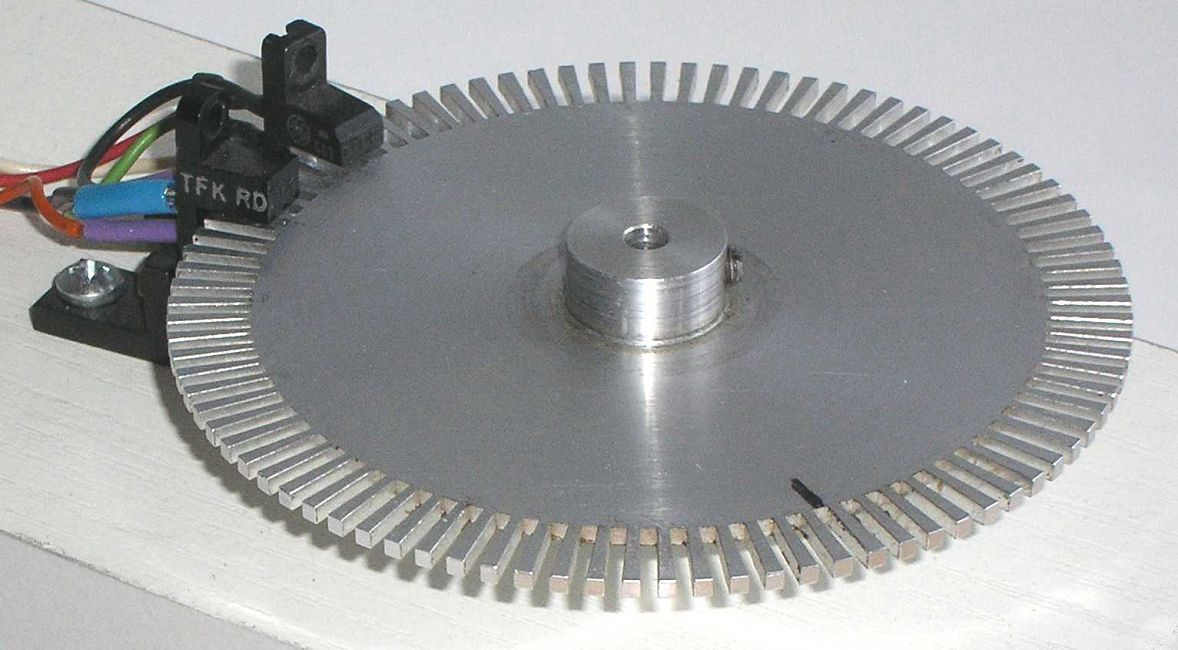
Model optycznego enkodera obrotowego przyrostowego z dwoma transoptorami szczelinowymi. Rozdzielczość 360 imp./obrót

Enkoder – przetwornik wykorzystywany do pomiaru ruchu obrotowego, wykorzystujący zjawisko fotoelektryczne.

## Budowa i działanie
Zbudowany jest z obrotowej tarczy posiadającej nacięte szczeliny lub przezroczystej tarczy z nadrukowanymi przesłonami. Po jednej stronie tarczy umieszczone są elementy wysyłające wiązkę światła, np. dioda LED po drugiej zaś elementy światłoczułe, np. fotodiody.
Wiązka światła podczas ruchu tarczy impulsowo trafia na elementy światłoczułe, w których generowane jest impulsowe napięcie. Sygnał wyjściowy przetwarzany jest na drogę kątową tarczy lub na ciąg impulsów.
Enkodery optyczne ze względu na coraz większe możliwości technologiczne obecnie oferują rozdzielczość nawet 10 000 impulsów na obrót.

## Rodzaje enkoderów
W zależności od typu tarczy obrotowej wyróżnia się:
- enkodery przyrostowe (mierzące przyrost drogi kątowej)
- enkodery absolutne (mierzące bezwzględną wartość kąta obrotu).

W zależności od technologii wykonania tarczy wyróżnia się:
- enkodery z tarczą metalową (z naciętymi otworami)
- enkodery z transparentną tarczą (z nadrukowanymi przesłonami)